# Videografia de Nightwish
A videografia de Nightwish, uma banda finlandesa de metal sinfônico, consiste em dezesseis vídeos musicais, cinco DVDs de vídeo e dois DVDs de áudio.
O primeiro videoclipe do grupo foi lançado em 1998, e o primeiro DVD em 2001. Apenas a vocalista Tarja Turunen aparecia nos primeiros clipes, porém, a partir do álbum Century Child, de 2002, todos os membros da banda apareciam em seus respectivos instrumentos. Os vídeos são frequentemente gravados na Finlândia ou Estados Unidos, já tendo havido gravações na Argentina. Também foram gravados vídeos com cenas de filmes e com cenas ao vivo da banda. Os clipes de "Sacrament of Wilderness" e "The Kinslayer" são apenas com cenas ao vivo, com vários closes nos integrantes para parecerem clipes de estúdio.
O primeiro DVD foi lançado em 2001, tendo havido mais dois com Tarja, em 2003 e 2006, além de dois com Floor Jansen. Todos os DVDs, exceto o de 2003, contém shows completos da banda, pois esse exibe um documentário com Tuomas Holopainen, Jukka Nevalainen e Tapio Wilska. Os bônus dos DVDs são quase sempre galeria de fotos, videoclipes e créditos.

## Vídeos musicais
A seguir estão todos os vídeos musicais lançados oficialmente pelo Nightwish:
| #  | Música | Ano  | Diretor         | Duração | Duração |
| -- | --- | ---- | --------------- | ------- | ------- |
| 1  | "The Carpenter" | 1998 | Sami Käyhkö     | 4:20    |         |
| 1  | Apesar da música ser um dueto entre Tarja Turunen e Tuomas Holopainen, apenas Tarja aparece no clipe. O vídeo conta a história de um carpinteiro que faz vários aparelhos para tentar voar. |      |                 |         |         |
|    | |      |                 |         |         |
| 2  | "Sacrament of Wilderness" | 1998 | N/A             | 4:12    |         |
| 2  | O vídeo é apenas uma apresentação ao vivo da banda em Kitee, Finlândia em 13 de novembro de 1998, com vários closes para parecer com um clipe de estúdio. |      |                 |         |         |
|    | |      |                 |         |         |
| 3  | "Sleeping Sun (Four Ballads os Eclipse)" | 1999 | Sami Käyhkö     | 4:01    |         |
| 3  | O vídeo foi gravado no Lago Inari, Lapônia, e novamente apenas Tarja aparece no vídeo. Como na região havia muitos mosquitos, eles apareceram por várias vezes no vídeo, já que entravam na frente das câmeras durante as filmagens. |      |                 |         |         |
|    | |      |                 |         |         |
| 4  | "The Kinslayer" | 2000 | Bill Wishmaster | 4:36    |         |
| 4  | Outro vídeo apenas com cenas ao vivo, foi gravado em Buenos Aires, Argentina em 21 de julho de 2000. |      |                 |         |         |
|    | |      |                 |         |         |
| 5  | "Over the Hills and Far Away" | 2001 | Pasi Takula     | 4:00    |         |
| 5  | É o primeiro clipe da banda trabalhado com várias cenas interligadas. O empresário da banda, Ewo Pohjola, aparece no vídeo como um mago. |      |                 |         |         |
|    | |      |                 |         |         |
| 6  | "Bless the Child" | 2002 | Pasi Takula     | 4:04    |         |
| 6  | O clipe mescla cenas de uma história de amor com cenas da banda toda tocando em um hangar. Foi o primeiro vídeo com a participação do baixista Marco Hietala. |      |                 |         |         |
|    | |      |                 |         |         |
| 7  | "End of All Hope" | 2002 | Pasi Takula     | 3:55    |         |
| 7  | O vídeo é o primeiro a conter a voz de Marco Hietala. O clipe mescla cenas de um filme finlandês, Kohtalon kirja, e imagens da banda ao vivo no festival Tuska Open Air, na Finlândia. |      |                 |         |         |
|    | |      |                 |         |         |
| 8  | "Nemo" | 2004 | Antti Jokinen   | 4:03    |         |
| 8  | Foi o vídeo mais pedido na MTV no Brasil e Estados Unidos em 2004. O cenário foi criado por Tuomas Holopainen e Tero Kinnunen, responsável pelos palcos, mas o diretor modificou alguns lugares. |      |                 |         |         |
|    | |      |                 |         |         |
| 9  | "Wish I Had an Angel" | 2004 | Uwe Boll        | 4:06    |         |
| 9  | A primeira versão do clipe mesclava cenas da banda tocando em um hangar e cenas do filme norte-americano Alone in the Dark. Foi produzida uma segunda versão sem as cenas do filme. |      |                 |         |         |
|    | |      |                 |         |         |
| 10 | Sleeping Sun | 2005 | Joern Heitmann  | 4:06    |         |
| 10 | Foi o último clipe com a participação de Tarja Turunen. O vídeo foi gravado devido a nova versão da música, que foi lançada na coletânea Highest Hopes. O vídeo foi gravado durante a turnê mundial Once Upon a Tour. |      |                 |         |         |
|    | |      |                 |         |         |
| 11 | "While Your Lips Are Still Red" | 2007 | Markku Pölönen  | 4:30    |         |
| 11 | Primeiro clipe com apenas a voz de Marco Hietala, e além dele, apenas Tuomas Holopainen aparece, apesar da música ter participação de Jukka Nevalainen, esse não foi incluído no vídeo. O clipe usa cenas do filme finlandês Lieksa!. |      |                 |         |         |
|    | |      |                 |         |         |
| 12 | "Amaranth" | 2007 | Antti Jokinen   | 3:51    |         |
| 12 | Foi o primeiro clipe oficial com Anette Olzon. Filmado em Los Angeles, Estados Unidos, o vídeo foi inspirado na pintura The Wounded Angel, de Hugo Simberg. |      |                 |         |         |
|    | |      |                 |         |         |
| 13 | "Bye Bye Beautiful" | 2007 | Antti Jokinen   | 4:14    |         |
| 13 | Também foi filmado em Los Angeles. O vídeo contém quatro dublês femininas para os quatro homens da banda, mas eles também aparecem em alguns momentos. Os fãs consideram que assim como a música, o clipe é uma referência à antiga vocalista, Tarja Turunen, mostrando que qualquer um na banda pode ser substituído, mas Tuomas nega dizendo que é "tudo apenas rock". |      |                 |         |         |
|    | |      |                 |         |         |
| 14 | "The Islander" | 2008 | Stobe Harju     | 5:08    |         |
| 14 | Foi filmado na Finlândia em 2007, Tuomas disse que não planejava um clipe para a música, mas não pôde recusar quando lhe foi oferecido um lugar tão bonito. Troy Donockley que toca vários instrumentos na música também aparece, mas como personagem, não como instrumentista.                                                                                          |      |                 |         |         |
|    | |      |                 |         |         |
| 15 | "Storytime" | 2011 | Stobe Harju     | 4:04    |         |
| 15 | Filmado em Montreal, Canadá durante as gravações do filme Imaginaerum, mostra ainda imagens dos bastidores do set juntamente com cenas da banda tocando. |      |                 |         |         |
| 16 | "Élan" | 2015 | Ville Lipiäinen | 4:34    |         |
| 16 | Foi o primeiro clipe oficial com Floor Jansen, e filmado em diversos locais da Finlândia. O vídeo conta com a participação de alguns atores finlandeses em cenários individuais atuando com algum membro da banda. No fim do clipe, todos dançam e festejam em um pub.                                                                                                   |      |                 |         |         |

## DVDs de vídeo
A seguir estão listados todos os DVDs de vídeo lançados oficialmente pelo Nightwish:
| # | Título | Gravado em                                 | Lançado em             | Duração  | Duração |
| - | --- | ------------------------------------------ | ---------------------- | -------- | ------- |
| 1 | From Wishes to Eternity | 29 de dezembro de 2000                     | Abril de 2001          | 150 min. |         |
| 1 | - Conteúdo principal: Um show completo feito pela banda em Tampere, Finlândia em 29 de dezembro de 2000. O show conta com a participação dos cantores Tapio Wilska e Tony Kakko nas faixas "The Pharaoh Sails to Orion" e "Beauty and the Beast". - Conteúdo especial: Entrevistas com Tarja e Tuomas, galeria de fotos, cenas deletadas, dois clipes, dois vídeos ao vivo e a discografia da banda. - Integrantes: Tuomas Holopainen, Emppu Vuorinen, Tarja Turunen, Jukka Nevalainen e Sami Vänskä. |                                            |                        |          |         |
|   | |                                            |                        |          |         |
| 2 | End of Innocence | 2002–2003                                  | 6 de outubro de 2003   | 204 min. |         |
| 2 | - Conteúdo principal: O DVD é um documentário em que Tuomas, Jukka e Tapio Wilska contam a história da banda, desde 1996 até aquele momento. - Conteúdo especial: O DVD possui como bônus dois shows completos da banda (na Noruega e na Alemanha), galeria de fotos, uma entrevista da banda para a MTV Brasil e dois videoclipes ("End of All Hope" e "Over the Hills and Far Away"). - Integrantes: Tuomas Holopainen, Emppu Vuorinen, Tarja Turunen, Jukka Nevalainen e Marco Hietala.            |                                            |                        |          |         |
|   | |                                            |                        |          |         |
| 3 | End of an Era | 21 de outubro de 2005                      | 1 de junho de 2006     | 160 min. |         |
| 3 | - Conteúdo principal: Um show completo da banda em Helsinque, Finlândia em 21 de outubro de 2005, na noite da última apresentação da banda com Tarja como vocalista. - Conteúdo especial: O DVD possui um documentário chamado A Day Before Tomorrow, que mostra a banda nos quinze dias que antecederam o show. - Integrantes: Tuomas Holopainen, Emppu Vuorinen, Tarja Turunen, Jukka Nevalainen e Marco Hietala.                                                                                   |                                            |                        |          |         |
|   | |                                            |                        |          |         |
| 4 | Showtime, Storytime | 3 de agosto de 2013                        | 29 de novembro de 2013 | N/A      |         |
| 4 | - Conteúdo principal: Um show completo da banda no festival Wacken Open Air, Alemanha em 3 de agosto de 2013, um dos últimos shows da Imaginaerum World Tour. - Conteúdo especial: Documentário exibindo os bastidores da turnê do Imaginaerum, além de dois vídeos ao vivo e conteúdo especial. - Integrantes: Tuomas Holopainen, Emppu Vuorinen, Jukka Nevalainen, Marco Hietala, Troy Donockley e Floor Jansen.                                                                                    |                                            |                        |          |         |
|   | |                                            |                        |          |         |
| 5 | Vehicle of Spirit | 31 de julho de 2015 19 de dezembro de 2015 | 16 de dezembro de 2016 | N/A      |         |
| 5 | - Conteúdo principal: Dois shows completos da banda em Tampere, Finlândia em 31 de julho de 2015, e Londres, Inglaterra em 19 de dezembro de 2015, que contou com a participação do biólogo evolucionário Richard Dawkins. - Conteúdo especial: Documentário sobre a turnê do álbum Endless Forms Most Beautiful, além de diversas performances ao vivo e conteúdo especial. - Integrantes: Tuomas Holopainen, Emppu Vuorinen, Marco Hietala, Troy Donockley, Floor Jansen e Kai Hahto.               |                                            |                        |          |         |

## DVDs de áudio
A seguir estão listados todos os DVDs de áudio lançados oficialmente pelo Nightwish:
| # | Título | Gravado em | Lançado em | Duração | Duração |
| - | --- | ---------- | ---------- | ------- | ------- |
| 1 | Once (DVD de áudio) | 2003–2004  | 2005       | N/A     |         |
| 1 | - Conteúdo principal: O DVD possui todas as faixas originalmente lançadas no álbum Once (2004), junto com uma bônus, "White Night Fantasy". - Conteúdo especial: O DVD possui como bônus versões orquestrais das músicas "Creek Mary's Blood" e "Ghost Love Score", além dos vídeoclipes de "Nemo" e "Wish I Had an Angel", e uma versão ao vivo de "Symphony of Destruction", gravada em 2004. |            |            |         |         |
|   | |            |            |         |         |
| 2 | Dark Passion Play (DVD de áudio) | 2006–2007  | 2008       | N/A     |         |
| 2 | - Conteúdo principal: O DVD possui todas as faixas originalmente lançadas no álbum Dark Passion Play (2007). |            |            |         |         |